# Oscar (protokoll)
OSCAR är America Onlines direktmeddelandeprotokoll som används i AOL Instant Messenger (AIM) och ICQ.
OSCAR står för Open System for CommunicAtion in Realtime ("öppet system för kommunikation i realtid"), men trots namnet är protokollet inte öppet för andra att använda och AOLe har länge motarbetat tredjepartsutvecklare som försökt bygga in stöd för OSCAR i sina egna meddelandeklienter. Trots detta finns stöd för protokollet i bland annat Adium, Ichat, Kopete, Licq, Miranda IM, Pidgin och Trillian.